# Bogusław Kieszkowski
Bogusław z Kieszkowa Kieszkowski herbu Krzywda (ur. 1855, zm. 15 grudnia 1912 w Przemyślu) – polski oficer, starosta.

## Życiorys
Bogusław z Kieszkowa Kieszkowski  urodził się w 1855 lub 31 stycznia 1857. Wywodził się z rodu Kieszkowskich herbu Krzywda. Wywodził się z rodu Kieszkowskich herbu Krzywda. Był praprawnukiem Kazimierza Kieszkowskiego, prawnukiem Antoniego Kieszkowskiego, wnukiem Stanisława Kieszkowskiego oraz synem Henryka Kieszkowskiego (1821-1905) i Zofii z domu Leszczyńskiej herbu Sas (1829-1917, córka Jana, właściciela majątku Turzepole). Był jednym z dziesięciorga ich dzieci (czworo zmarło w wieku niemowlęcym); jego rodzeństwem były siostry Helena (zamężna z architektem Tomaszem Prylińskim), Zofia (zamężna ze Stanisławem Chełmickim), Felicja oraz bracia Czesław (1846-1920, urzędnik), Jacek (1851-1900, dziedzic, oficer, urzędnik).
W C. K. Armii został mianowany rezerwowym podporucznikiem piechoty z dniem 1 listopada 1876. Był przydzielony do 77 pułku piechoty w Königgrätz, od 1880 w Gorazda do około 1883.
Studiował prawo na Uniwersytecie Wiedeńskim i na Uniwersytecie Jagiellońskim. W 1880 wstąpił do służby państwowej, początkowo pracując jako praktykant C. K. Namiestnictwa w Bernie. Od 1883 był zatrudniony w C. K. Ministerstwie Spraw Wewnętrznych w Wiedniu, początkowo przydzielony w charakterze koncypienta Namiestnictwa, następnie od 1884 w randze komisarza powiatowego, a w grudniu 1886 został mianowany wicesekretarzem ministerialnym.
Od 1888 do około 1890 sprawował stanowisko starosty c. k. powiatu dąbrowskiego. W tym okresie pełnił równolegle funkcję przewodniczącego Rady Szkolnej Okręgowej w Dąbrowie
. Od około 1890 piastował urząd starosty c. k. powiatu samborskiego, w tym od 25 grudnia 1898 z tytułem i charakterem radcy Namiestnictwa, a od 1899 jako rzeczywity radca Namiestnictwa do 1912. W tym okresie był analogicznie przewodniczącym Rady Szkolnej Okręgowej w Samborze.

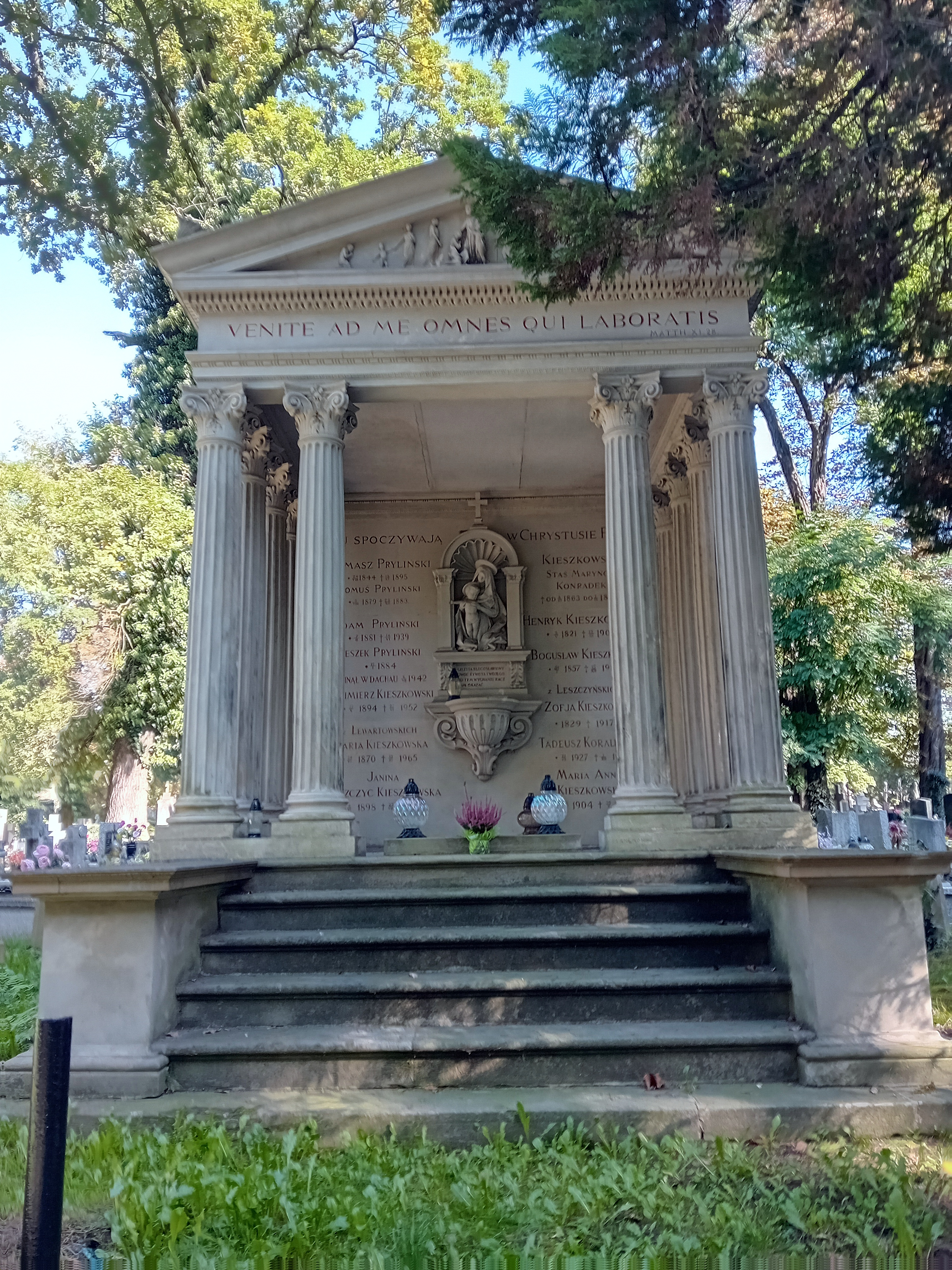
Grobowiec rodzinny

Był szanowany za swoją pracę i wypełnianie obowiązków. W 1911 otrzymał od Namiestnika funkcję inspektora nad szeregiem starostw powiatowych. 11 marca 1912 otrzymał tytuł i charakter radcy Dworu. Po 22 latach pracy w Samborze został przeniesiony do Przemyśla, gdzie 20 maja 1912 objął urząd starosty c. k. powiatu przemyskiego. Zmarł wskutek długiej choroby 15 grudnia 1912 w Przemyślu. Został pochowany w grobowcu rodzinnym Prylińskich i Kieszkowskich na cmentarzu Rakowickim w Krakowie (kwatera IX, rząd południowy).
Jego pierwszą żoną od 1890 była Konstancja Bilińska herbu Sas (zm. 1892), z którą miał córkę Konstancję. Po raz drugi był żonaty od 1894 z bar. Marią Lewartowską (córka Włodzimierza), z którą miał dzieci: Kazimierza, Aleksandra (ur. 1896) i Annę.

## Odznaczenia
austro-węgierskie
- Order Korony Żelaznej III klasy (22 grudnia 1906)[74][40][2]
- Brązowy Medal Jubileuszowy Pamiątkowy dla Sił Zbrojnych i Żandarmerii (przed 1912)[45]
- Medal Jubileuszowy Pamiątkowy dla Cywilnych Funkcjonariuszów Państwowych (przed 1912)[45]
- Krzyż Jubileuszowy dla Cywilnych Funkcjonariuszów Państwowych (przed 1912)[45]